# Benedek Váradi
Benedek Váradi (Szombathely, 5 febbraio 1995) è un cestista ungherese.

## Carriera
Con l'Ungheria ha disputato i Campionati europei del 2022.

## Palmarès
- Campionato ungherese: 3

Falco Szombathely: 2018-19, 2020-21, 2021-22
- Campionato polacco: 1

Trefl Sopot: 2023-24
- Coppa d'Ungheria: 1

Falco Szombathely: 2021